# Strada voivodatale 371

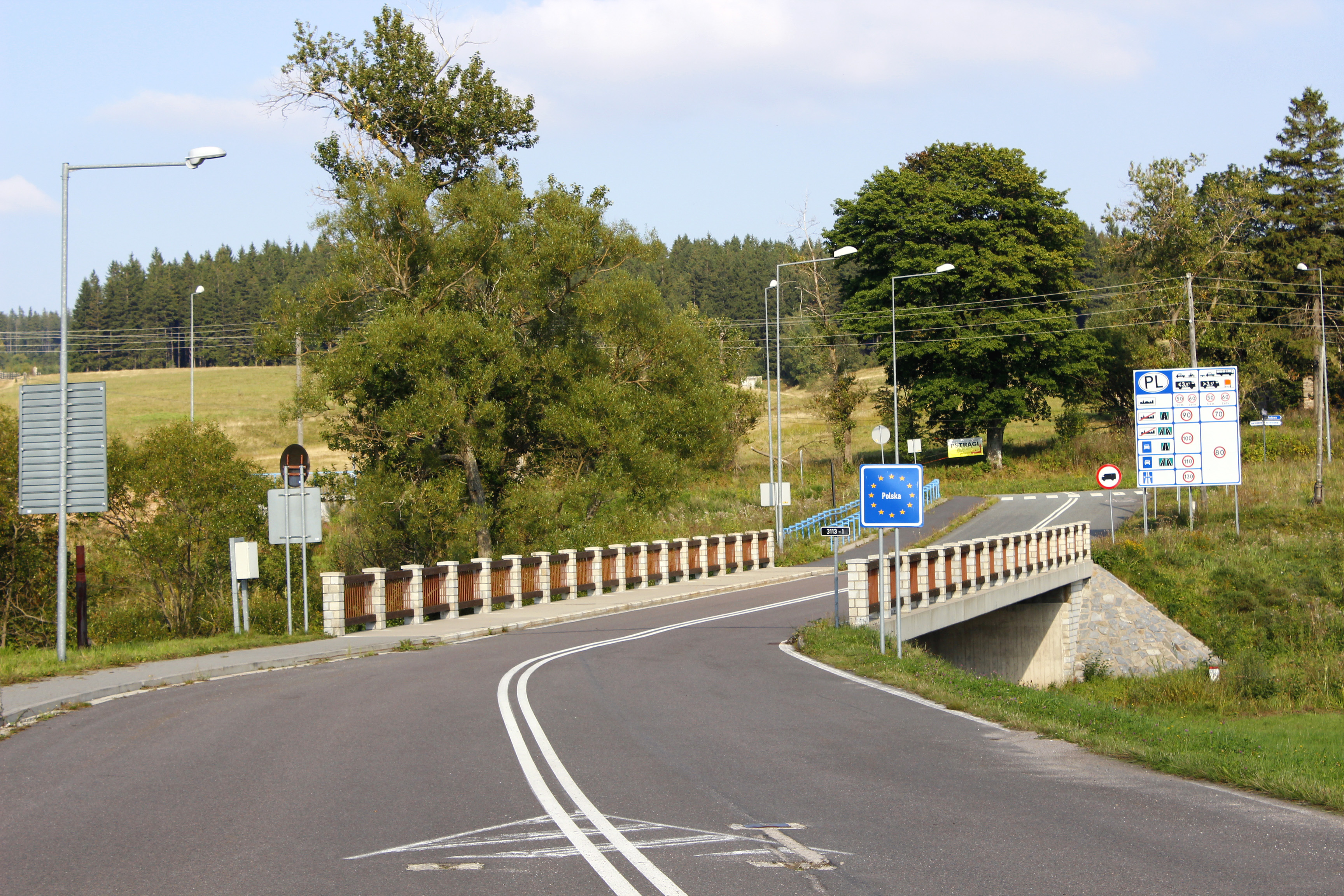
Il ponte sul fiume Dzika Orlica visto dal lato ceco. La DW371 è visibile sullo sfondo, ossia il piccolo tratto in salita subito dopo il confine.

La strada voivodatale 371 (sigla DW371, in polacco droga wojewódzka nr 371) è una strada regionale polacca di 70 m di lunghezza, che collega la DW389 con la Repubblica Ceca presso la località di Mostowice. La strada giunge fino al ponte sul fiume Dzika Orlica, per poi proseguire in direzione della località ceca di Orlické Záhoří.
Il vecchio tracciato collegava la DK35 (ossia la circonvallazione che da Świebodzice prosegue in direzione Świdnica-Wałbrzych) con la DK34 (Świebodzice-Dobromierz) ed era lungo circa 1,5 km. Parallelamente alla DW371, nella direzione opposta (verso est), vi correva anche la DW373; entrambe le strade però vennero declassificate dallo status di strada voivodatale dal Consiglio regionale della Bassa Slesia per effetto della Risoluzione n°. XVI/428/15 del 26 novembre 2015.